# 花咲楓香
花咲 楓香（はなさき ふうか、2001年9月30日 - ）は、日本のグラビアアイドル、タレント。北海道旭川市出身。NYプロダクション所属（アルトと業務提携）。

## 略歴
学生当時、北海道でのオーディションでグランプリに選出されたことを機に「旭川美少女図鑑」に所属し、ポートレートモデルとして活動していた。高校卒業後の18歳で上京し、ワタナベエンターテイメントカレッジに2年間通ったのち、俳優事務所に所属するものの芝居に苦手意識があったため、1年で退所した。しかし、モデルの仕事を続けたい想いからも、知人を通じて紹介されたグラビア活動中の人物に「Fresh!撮影会」を教えられ、撮影会モデルに応募し、2023年10月からグラビアアイドルとしての活動を開始した。
2024年2月24日、1stDVD『ミルキー・グラマー』（竹書房）を発売。同年3月20日には同DVDの発売記念イベントがソフマップAKIBAアミューズメント館にて開催され、同日のイベントチケットはわずか8時間ほどで完売した。
2024年8月27日、1st写真集『ルーキー』（ワニブックス）を発売。
2024年10月1日、公式ファンクラブ『Fuukers』を開設。
2024年12月2日、男性向け週刊誌『週刊プレイボーイ』（集英社）の企画「DVDメーカーが選ぶ『グラビア・オブ・ザ・イヤー2024』!!」にて、最優秀セールス賞を受賞した。
2024年12月10日、3rdDVD『ゴールデンルーキー』（ラインコミュニケーションズ）を発売。2025年1月19日には同DVDの発売記念イベントがソフマップAKIBAアミューズメント館にて開催され、イメージDVDについては今回で一旦休止し、今後の活動は誌面や撮影会に注力するとの旨を述べた。
2025年7月5日、山梨県富士川町にて開催されたイベント「アニメクラシックス アニソン花火」に参加し、「Teamクラ・コス」の一員として如月ハニー（キューティーハニー）役を担当した。

## 人物
- 趣味はスポーツ観戦（バスケットボール、野球を年間100試合）[4]。
- 特技は裁縫、料理[4]。
- 小・中学校の時に8年間バスケットボールをやっていたほか、高校3年間は男子サッカー部のマネージャーをやっていた[16]。
- 北海道日本ハムファイターズのファン[1][6]。2024年5月10日から『日刊スポーツ北海道』にて、コラム「#lovefighters」の執筆を週替わりで担当している[1][5]。また、同年7月31日にはイースタン・リーグの日本ハム対千葉ロッテの試合（鎌ケ谷スタジアム）で始球式を務めた[9][17]。夢はエスコンフィールドHOKKAIDOでの始球式[18]。
- 「花咲」は生まれて初めて行ったスタルヒン球場の所在地の旭川市花咲町に由来する芸名であるが、「楓香」は本名である[5]。

## 作品

### イメージビデオ
- ミルキー・グラマー（2024年2月24日、竹書房）[19][20]
- 花咲く季節（2024年7月24日、スパイスビジュアル）[21][22]
- ゴールデンルーキー（2024年12月10日、ラインコミュニケーションズ）[23][12]

## 出版

### 写真集
- ルーキー（2024年8月27日、ワニブックス、撮影：唐木貴央）ISBN 978-4847085673[24]

### デジタル写真集
- STRIKE short version（2024年2月5日、講談社［FRIDAYデジタル写真集］、撮影：西田幸樹）[25]
- STRIKE long version（2024年2月5日、講談社［FRIDAYデジタル写真集］、撮影：西田幸樹）[26]
- ルーキーはHカップ！（2024年3月5日、光文社［FLASHデジタル写真集］、撮影：LUCKMAN）[27]
- でっかいどう！（2024年4月19日、竹書房［Bamboo e-Book］）
- パーフェクトボディ（2024年4月19日、竹書房［Bamboo e-Book］）
- チャンステーマ（2024年5月27日、集英社［週プレ PHOTO BOOK］、撮影：HIROKAZU）[28]
- Play Ball（2024年7月1日、小学館［スピ/サン グラビアフォトブック］、撮影：田中智久）[29]
- Dugout（2024年7月1日、小学館［スピ/サン グラビアフォトブック］、撮影：田中智久）[30]
- 満開ホームラン（2024年7月27日、白夜書房［BUBKAデジタル写真集］、撮影：後野順也）[31]
- 楓香がいる夏（2024年8月26日、集英社［週プレ PHOTO BOOK］、撮影：HIROKAZU）[32]
- Diamond Girl（2024年9月30日、KADOKAWA［Gテレデジタル！］）[33]
- グランドスラム（2024年10月4日、小学館［週刊ポストデジタル写真集］、撮影：LUCKMAN）[34]
- 花咲くカラダ（2024年10月4日、扶桑社［SPA!グラビアン魂デジタル写真集］、撮影：西田幸樹）[35]
- NIPPONグラドル58人（2024年10月7日、集英社［週プレ PHOTO BOOK］、撮影：LUCKMAN、藤本和典、佐藤佑一）[36]
- ニューピースGIRLS もうビシャビシャ！（2024年10月18日、小学館［週刊ポストデジタル写真集］、撮影：小塚毅之）共演：石井優希、工藤菫、小日向結衣、斎藤恭代、波崎天結、林田百加、雪村花鈴[37]
- 花咲楓香 Vol.1･2（2024年11月20日、文友舎［Exciting Girlsデジタル写真集］、撮影：八坂悠司）
- 満開むすめ（2024年12月1日、秋田書店［ヤングチャンピオンデジグラ］）
- そのHカップ、下から見るか？横から見るか？ 1･2･DX（2024年12月27日、小学館［sabra net e-Book］）[38][39][40]
- 変幻自在（2025年1月20日、集英社［週プレ PHOTO BOOK］、撮影：東京祐）[41]
- Rookie 〜ANOTHER EDITION〜（2025年1月23日、ワニブックス［ワニブックスデジタル写真集］、撮影：唐木貴央）[42]
- Triple Crown（2025年1月24日、ガイドワークス［GUIDEWORKS DIGITAL PHOTO BOOK］、撮影：八坂悠司）[43]
- Rookie 〜BEST SELECTION〜（2025年2月21日、ワニブックス［ワニブックスデジタル写真集］、撮影：唐木貴央）[44]

### カレンダー
- 花咲楓香 2025年カレンダー（2024年10月5日、わくわく製作所）[45][46]

### コラム連載
- #lovefighters（2024年5月10日 - 、日刊スポーツ北海道）[1]
- 花咲楓香の野球場へ行こう！（2025年4月25日 - 、NEWSクランチ）[47]

## 出演

### テレビ番組
- SHOW激！今夜もドル箱（2024年9月3日、テレビ東京）[48]

### ウェブ配信
- フレッシュチャンネル（2023年12月25日、渋谷クロスFM）[49]
- GAORA SPORTS #ガオラジオ（2024年7月25日、YouTube）[50]
- FanZone（2024年10月12日・16日、DAZN）[51][52][53]

### イベント
- イースタン・リーグ13回戦 始球式（2024年7月31日、鎌ケ谷スタジアム）[17]
- 真剣劇場！ガチトーーク プロ野球優勝決定直前SP supported by 東スポ（2024年9月9日、シダックスカルチャーホール）[54][55]